# Anna Schuster
Anna Schuster, geb. Kurz, (* 20. Juli 1872; † 9. Mai 1939) war Krippenschnitzerin und Heimatdichterin.
Sie war eine weit über die Region ihres Heimatortes Berchtesgaden hinaus bekannte Krippenschnitzerin, die das Handwerk von ihrem Vater Josef Kurz („Kusei“) erlernt hat. Eine Weihnachtskrippe von ihr steht im Bayerischen Nationalmuseum. Im Jahr 2004 wurden wieder zahlreiche Exponate von Anna Schuster und ihrem Vater im Rahmen einer Sonderschau über Weihnachtskrippen im Berchtesgadener Heimatmuseum Schloss Adelsheim ausgestellt.
In einer Beilage des Berchtesgadener Anzeigers sind zudem auch immer wieder Mundartgedichte von ihr abgedruckt worden, darüber hinaus liegt ein Gedichtband von Anna Schuster vor. Nach ihrem Tod wurde noch über Jahre hinweg eine Erzählung von ihr in Fortsetzungen veröffentlicht.

## Bibliographie
- Dichtungen. Xenien-Verlag, Leipzig 1928
- Der Bergbauernbua. Erzählung in Fortsetzungen. Postum erschienen in der Beilage Bergheimat des Berchtesgadener Anzeigers, 1940 bis 1942